# Ривалдо
Рива́лдо (полное имя Рива́лдо Ви́тор Бо́рба Ферре́йра, порт.-браз. Rivaldo Vítor Borba Ferreira; род. 19 апреля 1972 года, Паулиста, Пернамбуку , Бразилия) — бразильский футболист, атакующий полузащитник и нападающий. Чемпион мира 2002 года, обладатель «Золотого мяча» 1999 года. 

## Ранние годы
Ривалдо родился в бразильском Ресифи и воспитывался в бедных кварталах города. Его внешность до сих пор отражает бедность, которую он пережил в детстве: кривые ноги, вызванные недоеданием, и потеря нескольких зубов.

## Карьера

### Начало карьеры в Бразилии
Ривалдо начинал свою карьеру в бразильском клубе «Санта-Круз», но не смог пробиться в основу. Вскоре перешёл в клуб «Можи-Мирин», выступавший в одном из низших бразильских дивизионов. Там бразилец раскрылся и вскоре был замечен скаутами «Коринтианса», куда затем и перешёл. В этом клубе он провёл 2 сезона, забив 17 мячей в 41 игре. Следующим клубом Ривалдо стал «Палмейрас». В его составе Ривалдо провёл 3 сезона, забил полсотни голов и выиграл бразильскую серию А.

### «Депортиво»
Перед Олимпийскими играми 1996 года «Парма» объявила о подписании контракта с Ривалдо и его товарищем по команде Амаралом из «Палмейраса». Однако после Олимпийских игр возник спор, и в результате вместо Италии Ривалдо переехал в Испанию, присоединившись к клубу «Депортиво Ла-Корунья». Он пробыл там всего один сезон, но, тем не менее, этот сезон оказался успешным как для него, так и для клуба. Ривалдо стал четвёртым лучшим бомбардиром сезона с 21 голом в 41 матче, а «Депортиво» занял третье место в лиге.

### «Барселона»
Вскоре бразильца купила «Барселона», заплатив за трансфер огромную по тем временам сумму в 26 миллионов долларов. Сэр Бобби Робсон убедил «Барселону» подписать Ривалдо вместо Стива Макманамана, заявив, что Ривалдо гарантирует команде, которая потеряла ушедшего в «Интер» Роналдо, много голов. В начале 1998 года Ривалдо помог новому клубу выиграть Суперкубок УЕФА, в двух матчах была переиграна дортмундская «Боруссия» (2:0 дома и 1:1 в гостях). В своём первом сезоне в «Барселоне» Ривалдо стал вторым в рейтинге бомбардиров лиги с 19 голами в 34 матчах (лучшим стал Кристиан Вьери из «Атлетико» с 24 голами), а каталонский клуб завоевал золотой дубль: чемпионат и Кубок Испании. В финале Кубка Испании против «Мальорки» Ривалдо сравнял счёт во втором тайме (1:1), матч дошёл до серии пенальти, где Ривалдо не реализовал свой удар, но «Барселона» в итоге всё же победила 5-4.
В 1999 году Ривалдо выиграл ещё один чемпионат в составе испанского клуба и снова стал вторым в списке бомбардиров лиги с 24 голами (Рауль из мадридского «Реала» забил на мяч больше). В 1999 году Ривалдо был назван Игроком года ФИФА, а также получил «Золотой мяч», опередив в голосовании Дэвида Бэкхема и Андрея Шевченко. После неудачной кампании «Барселоны» в Лиге чемпионов 1998/99 (команда выбыла на групповой стадии, пропустив вперёд «Баварию» и «Манчестер Юнайтед») ходили слухи об уходе Ривалдо с «Камп Ноу», однако он в итоге не произошёл. Как сообщалось, капитан «Манчестер Юнайтед» Рой Кин заявил, что Ривалдо был игроком, чей переход в «Юнайтед» он хотел бы увидеть больше всего.
В своём третьем сезоне в «Барселоне» Ривалдо поссорился с тренером Луи ван Галом, когда тот настоял на игре в качестве плеймейкера, а не на левом фланге. Несмотря на напряжённые отношения с ван Галом, Ривалдо забил 10 мячей в том сезоне Лиги чемпионов. Памятными стали матчи 1/4 финала против «Челси». В гостях «Барселона» пропустила три мяча уже в первом тайме, но затем Луиш Фигу отыграл один мяч. Дома «Барселона» выиграла в основное время 3:1 (счёт в матче открыл Ривалдо), а затем голы Ривалдо (с пенальти) и Патрика Клюйверта в дополнительное время вывели каталонский клуб в полуфинал. Однако на этой стадии «Барселона» уступила «Валенсии» (1:4 в гостях и 2:1 дома). Ван Гал был уволен в июне 2000 года.
В следующем сезоне 2000/01 Ривалдо снова стал вторым лучшим бомбардиром лиги с 23 голами (Рауль забил на мяч больше). В решающей последней игре сезона против финалиста Лиги чемпионов «Валенсии» Ривалдо оформил хет-трик и принёс «Барселоне» победу (3:2), обеспечив команде место в Лиге чемпионов 2001/02. Эти три мяча иногда называют величайшим хет-триком всех времен. Первый гол был фирменным штрафным ударом, который был закручен в нижний правый угол, во втором голе он обыграл игрока «Валенсии», после чего ударом из-за штрафной, с 23 метров, забил в нижний левый угол ворот, а победный третий мяч, который сам Ривалдо считает лучшим голом в своей карьере, был забит после того, как он обработал мяч грудью на краю штрафной площади и пробил в падении через себя на 89-й минуте. Восторженный Ривалдо сорвал с себя футболку и начал размахивать ею над головой во время празднования гола, в то время как президент клуба «Барселона» Жоан Гаспарт нарушил условности в VIP-ложе стадиона, сотрясая кулаками в воздухе и крича от восторга рядом с делегацией соперника. После игры Ривалдо заявил: «То, что произошло сегодня вечером, было невероятным. Я посвящаю победный гол всем игрокам, которые так упорно боролись весь сезон, и всем болельщикам, которые так много страдали. Я рад, что сделал их счастливыми своими голами». В том сезоне он забил в общей сложности 36 голов.
За каталонский клуб Ривалдо провёл свои лучшие годы: 235 матчей, 130 голов, выигрыш Золотого мяча 1999 года, титула лучшего футболиста года в мире по версии ФИФА, двух чемпионатов Испании, Кубка Испании и Суперкубка УЕФА.

### «Милан»
В 2002 году Ривалдо покинул «Барселону» из-за конфликта с вернувшимся в команду главным тренером Луи ван Галом и перешёл в итальянский «Милан». Ожидания от перехода Ривалдо после триумфа сборной Бразилии на чемпионате мира 2002 года были очень высокими, даже несмотря на то, что бразильцу уже исполнилось 30 лет. На Апеннинском полуострове у бразильца стало больше игрового времени, однако в атаке в связке с Андреем Шевченко Ривалдо не смог продемонстрировать ту игру, которую он показывал в «Барселоне» и в сборной. В мае 2003 года Ривалдо стал обладателем Кубка Италии: в первом финальном матче «Милан» в гостях разгромил «Рому» со счётом 4:1, а затем сыграл 2:2 дома (первый мяч «Милана» забил Ривалдо, сыгравший по 90 минут в обеих финальных играх). 
В паузе между двумя финальными матчами Кубка Италии «Милан» сыграл в Манчестере в финале Лиги чемпионов против «Ювентуса». Ривалдо в этой игре остался в запасе, но единственный раз в карьере стал победителем Лиги чемпионов («Милан» выиграл в серии пенальти после нулевой ничьи). В том розыгрыше Лиги чемпионов Ривалдо отметился двумя голами на втором групповом этапе — принёс «Милану» победу ударом с пенальти в гостевом матче против московского «Локомотива» (1:0), а также забил в гостях мадридскому «Реалу», но «Милан» уступил 1:3.
Всего в сезоне 2002/03 Ривалдо забил за «Милан» 8 мячей в 38 матчах. Игрок часто подвергался критике из-за своей посредственной игры. По итогу сезона Ривалдо удостоился первой разыгранной «антипремии» «Золотая урна», как худший игрок чемпионата Италии.
В конце августа 2003 года Ривалдо стал обладателем Суперкубка УЕФА — «Милан» в Монако обыграл «Порту» благодаря единственному голу Андрея Шевченко. Сам Ривалдо вышел на поле за 15 минут до конца матча вместо Шевченко. Однако в чемпионате Италии 2003/04 Ривалдо не провёл ни одного матча, и уже в ноябре 2003 года контракт с «Миланом» был расторгнут.

### После «Милана»
После непродолжительной игры за «Крузейро» он переехал в Грецию, где выступал за местные клубы на протяжении 4 сезонов. В составе «Олимпиакоса» Ривалдо трижды подряд становился чемпионом Греции в 2005—2007 годах, забив в чемпионате 36 мячей в 70 матчах. В сезоне 2007/08 Ривалдо играл за греческий АЕК, куда перешёл как свободный агент. 
После одного сезона за АЕК Ривалдо уехал в Узбекистан, где выступал за «Бунёдкор», с которым заключил однолетний контракт 28 августа 2008 года, а в ноябре 2008 года продлил договор до 2011 года. Уже в сентябре 2008 года Ривалдо помог «Бунёдкору» выйти в полуфинал Лиги чемпионов АФК, забив в обоих матчах против иранского клуба «Сайпа» (2:2 в гостях и 5:1 дома). Однако в полуфинале клуб из Узбекистана, который возглавил бразилец Зико, уступил австралийской команде «Аделаида Юнайтед» (0:3 в гостях и 1:0 дома). «Бунёдкор» с лёгкостью выигрывал чемпионаты Узбекистана. В 2009 году в 30 матчах команда одержала 28 побед и 2 раза сыграла вничью. В том сезоне 37-летний Ривалдо стал лучшим бомбардиром чемпионата с 20 голами в 30 матчах, а главным тренером «Бунёдкора» был бывший тренер сборных Бразилии и Португалии Луис Фелипе Сколари (по некоторым данным он получал в Узебкистане самую высокую зарплату тренера в мире). Ривалдо способствовал тому, что именитые бразильские специалисты возглавляли «Бунёдкор», также по его протекции в команде появлялись и бразильские футболисты. Но уже в 2009 году у клуба, главным спонсором которого являлся Zeromax, тесно связанный с президентом Каримовым и его дочкой Гульнарой, начались финансовые проблемы. Досрочное расставание Ривалдо с ташкентским клубом стало скандальным. Причиной стали финансовые разногласия, однако в 2024 году «Бунёдкор» достиг соглашения с бразильским футболистом в разрешении многолетнего финансового спора.
18 октября 2010 года Ривалдо объявил об участии в чемпионате штата Сан-Паулу-2011 в качестве игрока в составе «Можи-Мирин», действующим президентом которого он является с 9 октября 2008 года.
22 января 2011 года футболист перешёл в «Сан-Паулу» на правах аренды сроком до 31 декабря 2011 года с возможностью продления контракта ещё на год. 3 февраля 2011 года дебютировал за «трёхцветных» в матче 6-го тура чемпионата штата Сан-Паулу против «Линенсе» и на 56-й минуте забил гол. 22 мая 2011 года сыграл за «Сан-Паулу» в 1-м туре чемпионата Бразилии 2011 против «Флуминенсе» (на 84-й минуте вышел на замену вместо Каземиро). 3 декабря футболист покинул клуб.
13 января 2012 года Ривалдо подписал контракт с клубом «Кабушкорп» из чемпионата Анголы. Во втором матче за новую команду бразилец сделал хет-трик.
8 января 2013 года Ривалдо подписал контракт с бразильским «Сан-Каэтано» на правах свободного агента после ухода из ангольского клуба. Проведя за клуб только 7 матчей, Ривалдо покинул команду из-за проблем с коленом.
15 марта 2014 года легендарный бразилец объявил в Instagram, что завершает карьеру.
23 июня 2015 решил возобновить игровую карьеру.
«После долгих раздумий я решил присоединиться к команде. Это не значит, что я обязательно буду выходить на поле только из-за того, что возобновил карьеру и управляю клубом. Прошло 15 месяцев после того, как я перестал играть на профессиональном уровне, но колено меня не беспокоит» .
8 июля 2015 года Ривалдо вывел «Можи-Мирин» с капитанской повязкой на домашний матч с «Наутико» из Ресифи. Хозяева победили 2:1, а сам Ривалдо провёл на поле 68 минут. В команде также играл его сын — Ривалдиньо.
14 августа 2015 года Ривалдо вторично завершил свою спортивную карьеру из-за хронической травмы колена.
Ривалдо — участник двух чемпионатов мира в составе сборной Бразилии. Первый матч за национальную сборную провёл 16 декабря 1993 года против сборной Мексики, последний — 19 ноября 2003 года против сборной Уругвая, в общей сложности за десять лет в составе сборной Бразилии провёл 74 игры, забил 34 мяча.
В 2008 году Ривалдо был президентом клуба «Можи-Мирин». В декабре 2014 года Ривалдо выставил клуб на продажу.

### Сборная Бразилии
21-летний Ривалдо дебютировал в сборной Бразилии 16 декабря 1993 года, забив единственный мяч в товарищеской игре против сборной Мексики. Ривалдо не попал в заявку сборной на победный чемпионат мира 1994 года в США. В 1996 году Ривалдо, который тогда выступал за «Палмейрас», был включён тренером Марио Загалло в состав сборной Бразилии на Олимпийские игры в Атланте. 24-летний Ривалдо был одним из трёх игроков старше 23 лет в составе бразильцев (наряду с чемпионами мира Бебето и Алдаиром). Бразильцы в полуфинале уступили команде Нигерии в дополнительное время (3:4), хотя вели 3:1 за 15 минут до конца основного времени. В матче за третье место бразильцы разгромили португальцев со счётом 5:0, хет-триком отметился Бебето. Ривалдо не забил на Олимпийских играх ни одного мяча.
На чемпионате мира 1998 года во Франции Ривалдо забил три мяча — один в ворота Марокко на групповой стадии и два в ворота Дании в четвертьфинале (3:2). В полуфинале Ривалдо реализовал один из пенальти в победной послематчевой серии против Нидерландов. В финале против Франции Ривалдо провёл на поле все 90 минут, Бразилия уступила 0:3. По итогам турнира Ривалдо был включён в сборную всех звёзд турнира (из бразильцев в неё также вошли Роберто Карлос, Дунга и Роналдо).
На Кубке Америки 1999 года Ривалдо был одним из лидеров сборной. В 6 матчах он забил 5 мячей, в том числе два первых мяча в финале против Уругвая (3:0). Ривалдо разделил титул лучшего бомбардира турнира с Роналдо.
В отборочном турнире чемпионата мира 2002 года Ривалдо забил 8 мячей и стал лучшим бомбардиром бразильцев наряду с Ромарио (лучшими бомбардирами отбора в зоне КОНМЕБОЛ стали аргентинец Эрнан Креспо и эквадорец Агустин Дельгадо с 9 голами). На самом чемпионате мира Ривалдо отметился 5 голами и помог бразильцам пятый раз стать чемпионами мира. Ривалдо вновь был включён в сборную всех звёзд турнира (из бразильцев в неё также вошли Роберто Карлос, Роналдиньо и Роналдо).
Последний мяч за сборную Ривалдо забил 16 ноября 2003 года в ворота команды Перу в отборочном матче чемпионата мира 2006 года. Всего провёл за сборную 74 матча и забил 35 мячей. Ривалдо занимает седьмое место в списке лучших бомбардиров в истории сборной Бразилии.

## Статистика выступлений

### Клубная статистика
| Выступление      | Выступление      | Выступление      | Лига | Лига | Кубок страны | Кубок страны | Еврокубки | Еврокубки | Прочие | Прочие | Итого | Итого |
| Клуб             | Лига             | Сезон            | Игры | Голы | Игры         | Голы         | Игры      | Голы      | Игры   | Голы   | Игры  | Голы  |
| ---------------- | ---------------- | ---------------- | ---- | ---- | ------------ | ------------ | --------- | --------- | ------ | ------ | ----- | ----- |
| Депортиво        | Примера          | 1996/97          | 41   | 21   | 0            | 0            | —         | —         | —      | —      | 41    | 21    |
| Депортиво        | Итого            | Итого            | 41   | 21   | 0            | 0            | 0         | 0         | 0      | 0      | 41    | 21    |
| Барселона        | Примера          | 1997/98          | 34   | 19   | 7            | 8            | 6         | 0         | 4      | 1      | 51    | 28    |
| Барселона        | Примера          | 1998/99          | 37   | 24   | 3            | 2            | 6         | 3         | 2      | 0      | 48    | 29    |
| Барселона        | Примера          | 1999/00          | 31   | 12   | 5            | 1            | 14        | 10        | 0      | 0      | 50    | 23    |
| Барселона        | Примера          | 2000/01          | 35   | 23   | 5            | 2            | 13        | 11        | —      | —      | 53    | 36    |
| Барселона        | Примера          | 2001/02          | 20   | 8    | 0            | 0            | 13        | 6         | —      | —      | 33    | 14    |
| Барселона        | Итого            | Итого            | 157  | 86   | 20           | 13           | 52        | 30        | 6      | 1      | 235   | 130   |
| Милан            | Серия А          | 2002/03          | 22   | 5    | 3            | 1            | 13        | 2         | —      | —      | 38    | 8     |
| Милан            | Серия А          | 2003/04          | 0    | 0    | 0            | 0            | 1         | 0         | 1      | 0      | 2     | 0     |
| Милан            | Итого            | Итого            | 22   | 5    | 3            | 1            | 14        | 2         | 1      | 0      | 40    | 8     |
| Крузейро         | Сериа А          | 2004             | 38   | 21   | 0            | 0            | 0         | 0         | —      | —      | 38    | 21    |
| Крузейро         | Итого            | Итого            | 38   | 21   | 0            | 0            | 0         | 0         | 0      | 0      | 38    | 21    |
| Олимпиакос       | Супер Лига       | 2004/05          | 23   | 12   | 0            | 0            | 9         | 1         | —      | —      | 32    | 13    |
| Олимпиакос       | Супер Лига       | 2005/06          | 22   | 7    | 0            | 0            | 5         | 2         | —      | —      | 27    | 9     |
| Олимпиакос       | Супер Лига       | 2006/07          | 25   | 17   | 3            | 1            | 6         | 0         | —      | —      | 34    | 18    |
| Олимпиакос       | Итого            | Итого            | 70   | 36   | 3            | 1            | 20        | 3         | 0      | 0      | 93    | 40    |
| АЕК              | Супер Лига       | 2007/08          | 35   | 12   | 0            | 0            | 8         | 3         | —      | —      | 43    | 15    |
| АЕК              | Итого            | Итого            | 35   | 12   | 0            | 0            | 8         | 3         | 0      | 0      | 43    | 15    |
| Всего за карьеру | Всего за карьеру | Всего за карьеру | 336  | 160  | 26           | 15           | 94        | 38        | 7      | 1      | 463   | 214   |

## Достижения

### Командные
«Палмейрас»
- Чемпион Бразилии: 1994

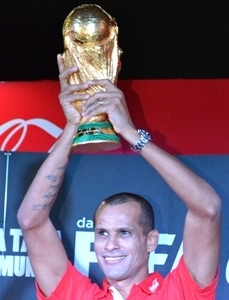
Ривалдо с Кубком мира

- Чемпион штата Сан-Паулу (2): 1994, 1996
- Финалист Кубка Бразилии: 1996

«Барселона»
- Чемпион Испании (2): 1997/98, 1998/99
- Обладатель Суперкубка УЕФА: 1997
- Обладатель Кубка Испании: 1997/98

«Милан»
- Победитель Лиги чемпионов УЕФА: 2002/03
- Обладатель Кубка Италии: 2002/03
- Обладатель Суперкубка УЕФА: 2003

«Крузейро»
- Чемпион штата Минас-Жерайс: 2004

«Олимпиакос»
- Чемпион Греции (3): 2004/05, 2005/06, 2006/07
- Обладатель Кубка Греции (2): 2004/05, 2005/06

«Бунёдкор»
- Чемпион Узбекистана (3): 2008, 2009, 2010
- Обладатель Кубка Узбекистана (2): 2008, 2010

Сборная Бразилии
- Чемпион мира: 2002
- Обладатель Кубка Америки: 1999
- Обладатель Кубка конфедераций: 1997
- Серебряный призёр чемпионата мира: 1998
- Бронзовый призёр Олимпийских игр: 1996

### Личные достижения
- Обладатель «Золотого мяча» как лучший футболист Европы по версии «France Football»: 1999
- Лучший футболист года в мире по версии ФИФА: 1999
- Футболист года в Европе (Onze d'Or): 1999
- Лучший футболист мира по версии World Soccer: 1999
- Обладатель трофея ЕФЕ: 1999
- Лучший иностранный игрок чемпионата Испании по версии Don Balón: 1997/98
- Лучший иностранный футболист чемпионата Испании по версии El Pais (2): 1997/98, 1998/99
- Обладатель «Серебряной бутсы» чемпионата мира: 2002[41]
- Включён в символическую сборную Чемпионата мира по версии ФИФА (2): 1998, 2002
- Лучший бомбардир Лиги чемпионов УЕФА: 2000
- Лучший бомбардир Кубка Южной Америки: 1999 (5 мячей, вместе с Роналдо)
- Лучший игрок Кубка Южной Америки: 1999
- Лучший бомбардир чемпионата Узбекистана: 2009 (20 мячей)
- Обладатель приза IFFHS лучшему бомбардиру мира в международных матчах: 2000[42]
- Входит в список ФИФА 100
- Включён в список величайших футболистов XX века по версии World Soccer

## Личная жизнь
Его сын Ривалдиньо также стал футболистом, успел поиграть с отцом в одном клубе. Играл за клубы из Бразилии, Португалии, Румынии, Болгарии, Польши. В свою очередь, сам Ривалдо владеет 10 процентами акций этого клуба.
6 ноября 2017 года стал дедушкой, об этом экс-футболист написал на своей странице в «Инстаграме», родился внук Дави.